# لکوئیزین
لکوئیزین (به لاتین: Lacuisine) یک منطقهٔ مسکونی در بلژیک است که در فلوران ویل واقع شده‌است.